# Narsieh
Narsieh (en persa medio: 𐭭𐭥𐭮𐭧𐭩 Narsés; chino simplificado: 泥涅师; chino tradicional: 泥涅師; pinyin: Nìnièshī) fue un príncipe y general persa que se refugió en la China Tang con su padre Peroz III, hijo de Yazdegerd III, el último Shah sasánida de Persia, tras la conquista musulmana de Persia. De haber reinado en Persia, hubiese sido Narsés III.

## Biografía

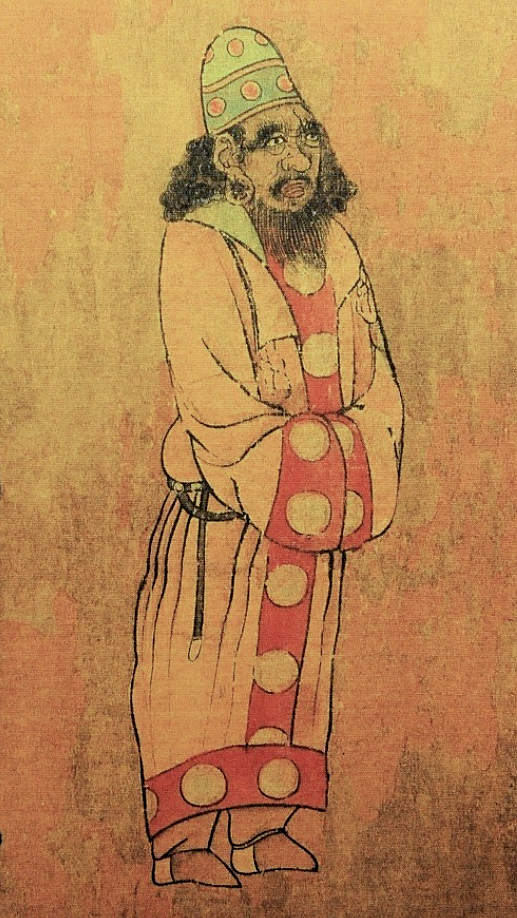
Embajador de Persia (波斯 國), visitando la corte de la dinastía Tang. La reunión de los reyes (王 会 图), alrededor del 650 d. C.

Los chinos reconocieron oficialmente a Narsés como el Sah de Persia y después emprendieron una campaña militar para reinstaurarlo al trono: Narsés fue escoltado de regreso a Persia con un ejército chino dirigido por Pei Xingjian en 679, con el fin de restaurarlo al trono Sasánida, pero el ejército se detuvo en Tokharistan. Pei Xingjian luchó con éxito contra una invasión de Anxi dirigida por el Kan turco occidental Ashina Duzhi, pero Pei luego perdió su interés en reinstalar al rey persa y dejó solo a Narsieh en el Protectorado de Anxi, aunque Narsieh todavía podía mantener a sus muchos sirvientes y una alta calidad de vida.
Los jefes turcos menores de la región prometieron lealtad a la dinastía china debido a la derrota de Ashina. El resultado general de la expedición de Pei fue un éxito para el imperio Tang. Al regresar a China, Pei fue nombrado ministro de rituales y gran general de los guardias del flanco derecho.
Luego, Narsieh pasó los siguientes veinte años luchando contra los árabes en Tokharistan hasta que su situación militar se deterioro tanto que tuvo que retirarse y regreso a Chang'an, la capital de la China Tang en 707, donde vivió el resto de su vida antes de morir (712) de una enfermedad. Sus hijos e hijas se casaron con miembros de la nobleza china.
El tío de Narsieh, Bahram VII, murió en 710, y el hijo de Bahram, Cosroes, fue mencionado por fuentes de la época luchando junto a los sogdianos y turcos contra los árabes en el sitio de Kamarja en 729 en un intento inútil de reclamar el trono Sasánida. Esta es quizás la última referencia conocida a cualquier descendiente directo de Yazdegerd III.